# Kathryn Plummer
Kathryn Rose Plummer, coniugata Boden (Long Beach, 16 ottobre 1998), è una pallavolista e giocatrice di beach volley statunitense, schiacciatrice dell'Eczacıbaşı.

## Carriera

### Pallavolo

#### Club
La carriera di Kathryn Plummer inizia nei tornei scolastici californiani, giocando per la Aliso Niguel HS. Dopo il diploma, gioca a livello universitario nella NCAA Division I con la Stanford, dove, nei quattro anni con le Cardinal, dà vita a una carriera stellare: conquista tre titoli nazionali, raggiungendo ogni anno le Final-4 del torneo NCAA, venendo inserita tre volte nella prima squadra delle All-American e venendo premiata come National Freshman of the Year, poi due volte come National Player of the Year e ricevendo anche tre premi di MVP della fase regionale del torneo NCAA e due premi come miglior giocatrice delle Final-4, nonostante sia costretta a saltare dieci gare per infortunio durante il suo ultimo anno.
Nel dicembre 2019, appena conclusa la carriera universitaria, firma il suo primo contratto professionistico in Italia, ingaggiata dalla Pro Victoria per la seconda parte della Serie A1 2019-20. Nella stagione 2020-21 si accasa nella V.League Division 1 giapponese, dove difende i colori delle Denso Airybees, mentre nella stagione seguente torna nella massima divisione italiana, firmando per l'Imoco, con cui vince tre Supercoppe italiane, tre edizioni della Coppa Italia, tre scudetti, un campionato mondiale per club e una Champions League.
Nel campionato 2024-25 approda in Turchia, dove indossa la casacca dell'Eczacıbaşı, in Sultanlar Ligi.

#### Nazionale
Fa parte della nazionale statunitense under 18, vincendo la medaglia d'argento al campionato nordamericano 2014, dove viene insignita del premio come miglior attaccante, e al campionato mondiale 2015, dove viene premiata come miglior opposto.
Nel 2019 fa il suo esordio in nazionale maggiore conquistando la medaglia d'oro alla Coppa panamericana. Nel 2021 vince la medaglia d'oro alla Volleyball Nations League, mentre nel 2023 arriva l'argento al campionato nordamericano. Nel 2024 mette al collo la medaglia d'argento ai Giochi della XXXIII Olimpiade.

### Beach volley
Partecipa ai mondiali under 17 del 2014, vincendo la medaglia d'oro in coppia con Morgan Martin. In seguito conquista la medaglia di bronzo prima ai mondiali under 19 del 2016, poi ai mondiali under 21 del 2017; in entrambe le occasioni fa coppia con Milica Mirkovic.

## Palmarès

### Club
- NCAA Division I: 3

2016, 2018, 2019
- Campionato italiano: 3

2021-22, 2022-23, 2023-24
- Coppa Italia: 3

2021-22, 2022-23, 2023-24
- Supercoppa italiana: 3

2021, 2022, 2023
- Campionato mondiale per club: 1

2022
- CEV Champions League: 1

2023-24

### Nazionale (competizioni minori)
- Campionato nordamericano under 18 2014
- Campionato mondiale under 18 2015
- Coppa panamericana 2019

### Premi individuali
- 2014 - Campionato nordamericano under 18: Miglior attaccante
- 2015 - Campionato mondiale under 18: Miglior opposto
- 2016 - National Freshman of the Year
- 2016 - All-America First Team
- 2016 - NCAA Division I: Madison Regional All-Tournament Team
- 2016 - NCAA Division I: Columbus National All-Tournament Team
- 2017 - National Player of the Year
- 2017 - All-America First Team
- 2017 - NCAA Division I: Stanford Regional MVP
- 2018 - National Player of the Year
- 2018 - All-America First Team
- 2018 - NCAA Division I: Stanford Regional MVP
- 2018 - NCAA Division I: Minneapolis National MVP
- 2019 - NCAA Division I: Stanford Regional MVP
- 2019 - NCAA Division I: Pittsburgh National MVP